# Ambiévillers
Ambiévillers est une commune française située dans le département de la Haute-Saône, en Franche-Comté, dans la région administrative Bourgogne-Franche-Comté.

## Géographie
Ambiévillers est la commune la plus au nord du département de la Haute-Saône et de la Franche-Comté.

### Communes limitrophes
| Passavant-la-Rochère | Hennezel (Vosges)            | Gruey-lès-Surance (Vosges)                       |
| Pont-du-Bois         | Ambiévillers                 | Fontenoy-le-Château (Vosges) Montmotier (Vosges) |
|                      | Mailleroncourt-Saint-Pancras | Le Magny (Vosges)                                |

### Climat
Pour des articles plus généraux, voir Climat de la Bourgogne-Franche-Comté et Climat de la Haute-Saône.
En 2010, le climat de la commune est de type climat de montagne, selon une étude du Centre national de la recherche scientifique s'appuyant sur une série de données couvrant la période 1971-2000. En 2020, Météo-France publie une typologie des climats de la France métropolitaine dans laquelle la commune est dans une zone de transition entre le climat océanique altéré et le climat océanique altéré et est dans la région climatique Lorraine, plateau de Langres, Morvan, caractérisée par un hiver rude (1,5 °C), des vents modérés et des brouillards fréquents en automne et hiver.
Pour la période 1971-2000, la température annuelle moyenne est de 9,9 °C, avec une amplitude thermique annuelle de 17,1 °C. Le cumul annuel moyen de précipitations est de 1 049 mm, avec 13,3 jours de précipitations en janvier et 10 jours en juillet. Pour la période 1991-2020, la température moyenne annuelle observée sur la station météorologique de Météo-France la plus proche, « Bains », sur la commune de La Vôge-les-Bains à 8 km à vol d'oiseau, est de 10,5 °C et le cumul annuel moyen de précipitations est de 1 356,7 mm. 
La température maximale relevée sur cette station est de 40,8 °C, atteinte le 25 juillet 2019 ; la température minimale est de −21,4 °C, atteinte le 24 décembre 2001,,.
Les paramètres climatiques de la commune ont été estimés pour le milieu du siècle (2041-2070) selon différents scénarios d'émission de gaz à effet de serre à partir des nouvelles projections climatiques de référence DRIAS-2020. Ils sont consultables sur un site dédié publié par Météo-France en novembre 2022.

## Urbanisme

### Typologie
Au 1er janvier 2024, Ambiévillers est catégorisée commune rurale à habitat très dispersé, selon la nouvelle grille communale de densité à sept niveaux définie par l'Insee en 2022.
Elle est située hors unité urbaine et hors attraction des villes,.

### Occupation des sols
L'occupation des sols de la commune, telle qu'elle ressort de la base de données européenne d’occupation biophysique des sols Corine Land Cover (CLC), est marquée par l'importance des forêts et milieux semi-naturels (67,5 % en 2018), une proportion identique à celle de 1990 (67,5 %). La répartition détaillée en 2018 est la suivante : 
forêts (67,5 %), prairies (20,3 %), zones agricoles hétérogènes (10,8 %), terres arables (1,4 %). L'évolution de l’occupation des sols de la commune et de ses infrastructures peut être observée sur les différentes représentations cartographiques du territoire : la carte de Cassini (XVIIIe siècle), la carte d'état-major (1820-1866) et les cartes ou photos aériennes de l'IGN pour la période actuelle (1950 à aujourd'hui).

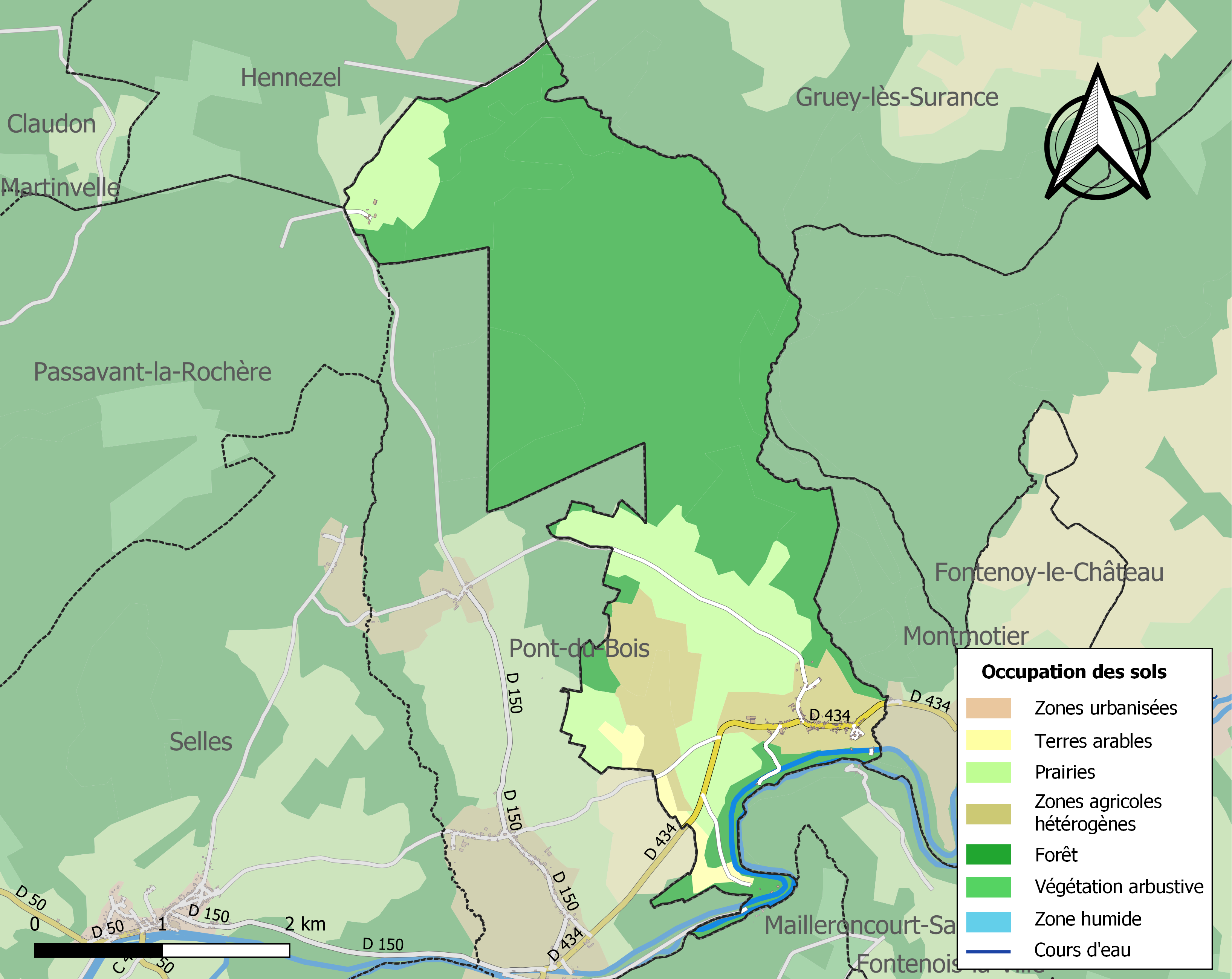
Carte des infrastructures et de l'occupation des sols de la commune en 2018 (CLC).

## Histoire
Jusqu'à la fin du XIXe siècle, Ambiévillers était un village industrieux où l'on fabriquait des instruments aratoires pour l'agriculture. Il comptait aussi deux verreries où l'on fabriquait notamment des couverts en fer forgé ou laminé.

## Politique et administration

Carte départementale montrant en rouge les communes de la communauté de communes de la Haute Comté.

### Rattachements administratifs et électoraux
La commune fait partie de l'arrondissement de Vesoul du département de la Haute-Saône, en région Bourgogne-Franche-Comté. Pour l'élection des députés, elle dépend de la deuxième circonscription de la Haute-Saône.
Elle faisait partie depuis 1793 du canton de Vauvillers. Dans le cadre du redécoupage cantonal de 2014 en France, la commune est désormais rattachée au canton de Jussey.

### Intercommunalité
La commune fait partie  de la communauté de communes de la Haute Comté, créée le 1er janvier 2014 et qui succède à trois petites intercommunalités.

### Liste des maires

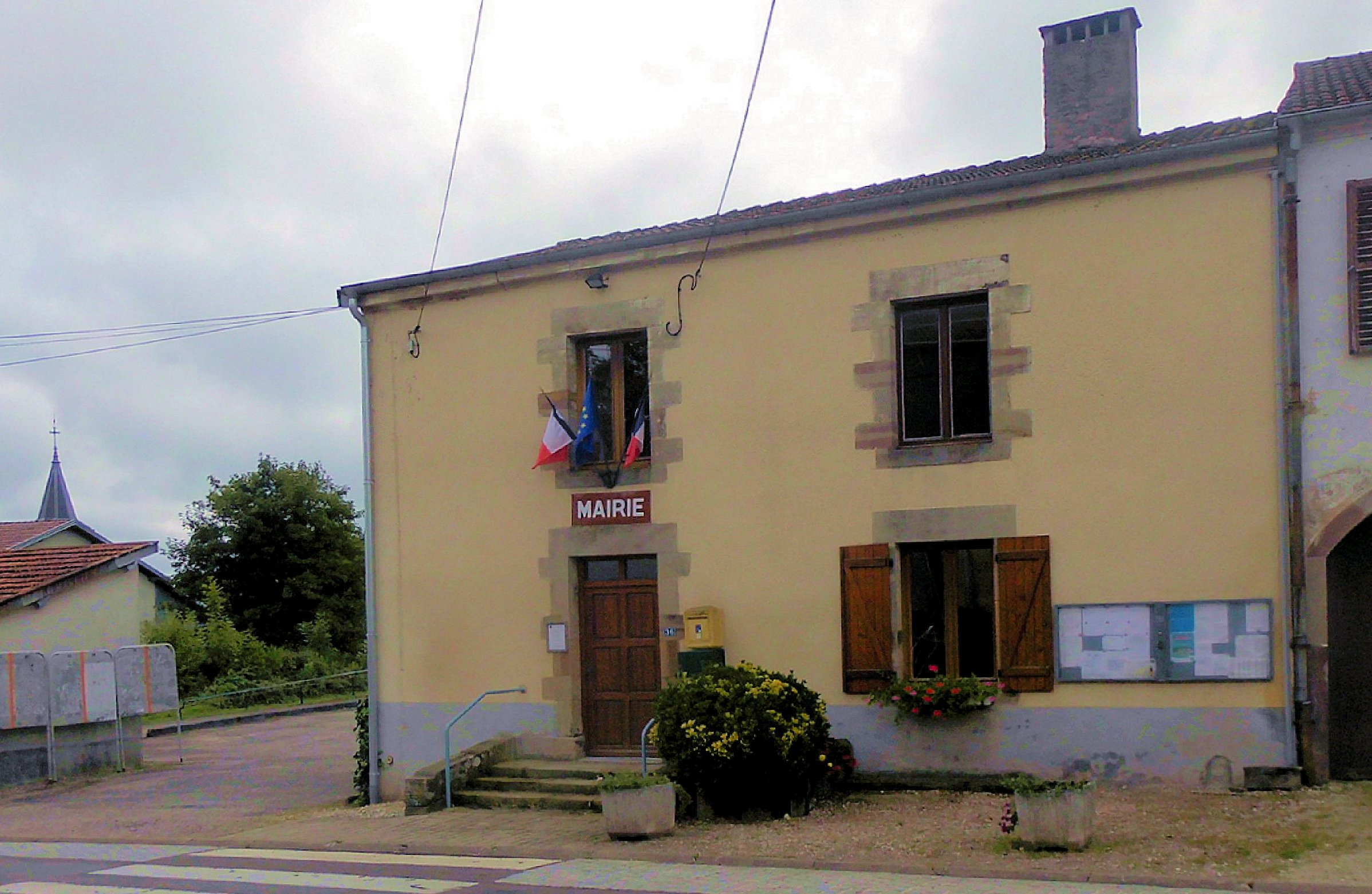
La mairie

| Période                                  | Période                   | Identité       | Étiquette | Qualité                                      |
| ---------------------------------------- | ------------------------- | -------------- | --------- | -------------------------------------------- |
| Les données manquantes sont à compléter. |                           |                |           |                                              |
| mars 2001                                | En cours (au 25 mai 2020) | Christian Roux | DVD       | Retraité SNCF Réélu pour le mandat 2020-2026 |

## Démographie
L'évolution du nombre d'habitants est connue à travers les recensements de la population effectués dans la commune depuis 1793. Pour les communes de moins de 10 000 habitants, une enquête de recensement portant sur toute la population est réalisée tous les cinq ans, les populations de référence des années intermédiaires étant quant à elles estimées par interpolation ou extrapolation. Pour la commune, le premier recensement exhaustif entrant dans le cadre du nouveau dispositif a été réalisé en 2008.

En 2022, la commune comptait 73 habitants, en évolution de −2,67 % par rapport à 2016 (Haute-Saône : −1,4 %, France hors Mayotte : +2,11 %).
| 1793 | 1800 | 1806 | 1821 | 1831 | 1836 | 1841 | 1846 | 1851 |
| ---- | ---- | ---- | ---- | ---- | ---- | ---- | ---- | ---- |
| 418  | 363  | 423  | 448  | 506  | 487  | 483  | 499  | 525  |

| 1856 | 1861 | 1866 | 1872 | 1876 | 1881 | 1886 | 1891 | 1896 |
| ---- | ---- | ---- | ---- | ---- | ---- | ---- | ---- | ---- |
| 475  | 492  | 479  | 447  | 447  | 453  | 391  | 390  | 376  |

| 1901 | 1906 | 1911 | 1921 | 1926 | 1931 | 1936 | 1946 | 1954 |
| ---- | ---- | ---- | ---- | ---- | ---- | ---- | ---- | ---- |
| 357  | 343  | 347  | 280  | 250  | 230  | 200  | 180  | 174  |

| 1962 | 1968 | 1975 | 1982 | 1990 | 1999 | 2006 | 2008 | 2013 |
| ---- | ---- | ---- | ---- | ---- | ---- | ---- | ---- | ---- |
| 186  | 158  | 115  | 99   | 107  | 106  | 88   | 83   | 82   |

| 2018 | 2022 | - | - | - | - | - | - | - |
| ---- | ---- | - | - | - | - | - | - | - |
| 70   | 73   | - | - | - | - | - | - | - |

## Culture locale et patrimoine

### Lieux et monuments

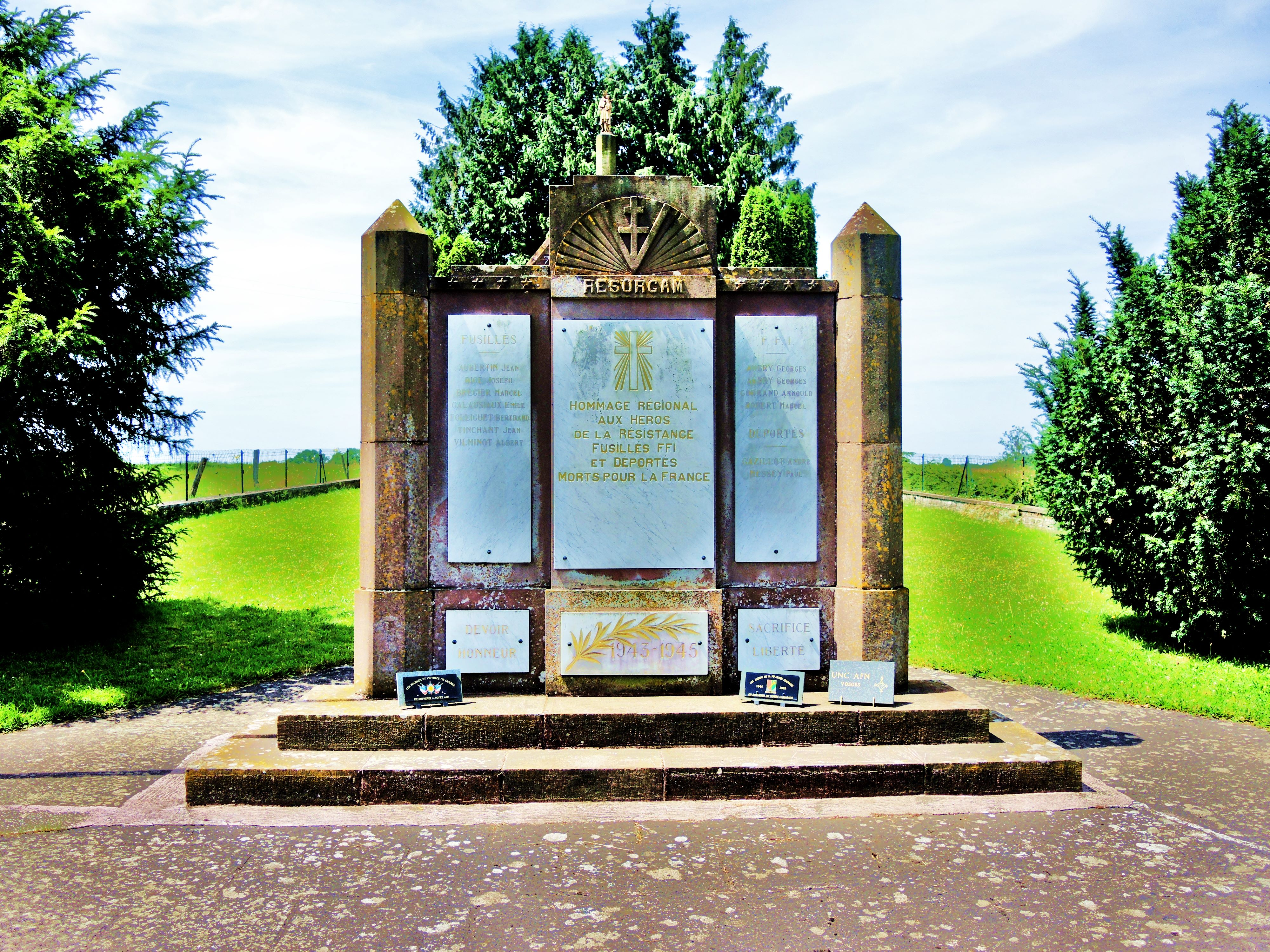
Mausolée régional de la libération.
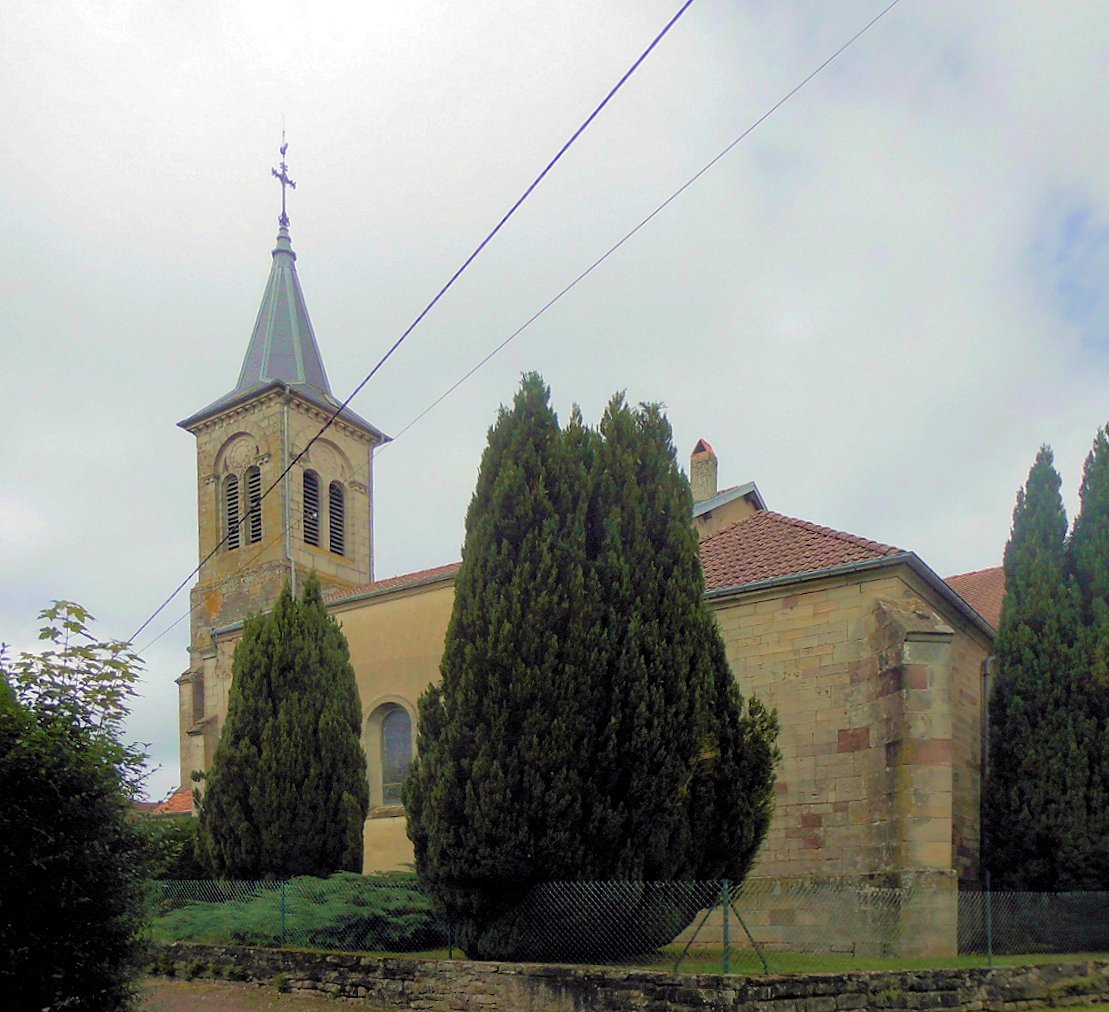
L'église Saint-Barthélemy.
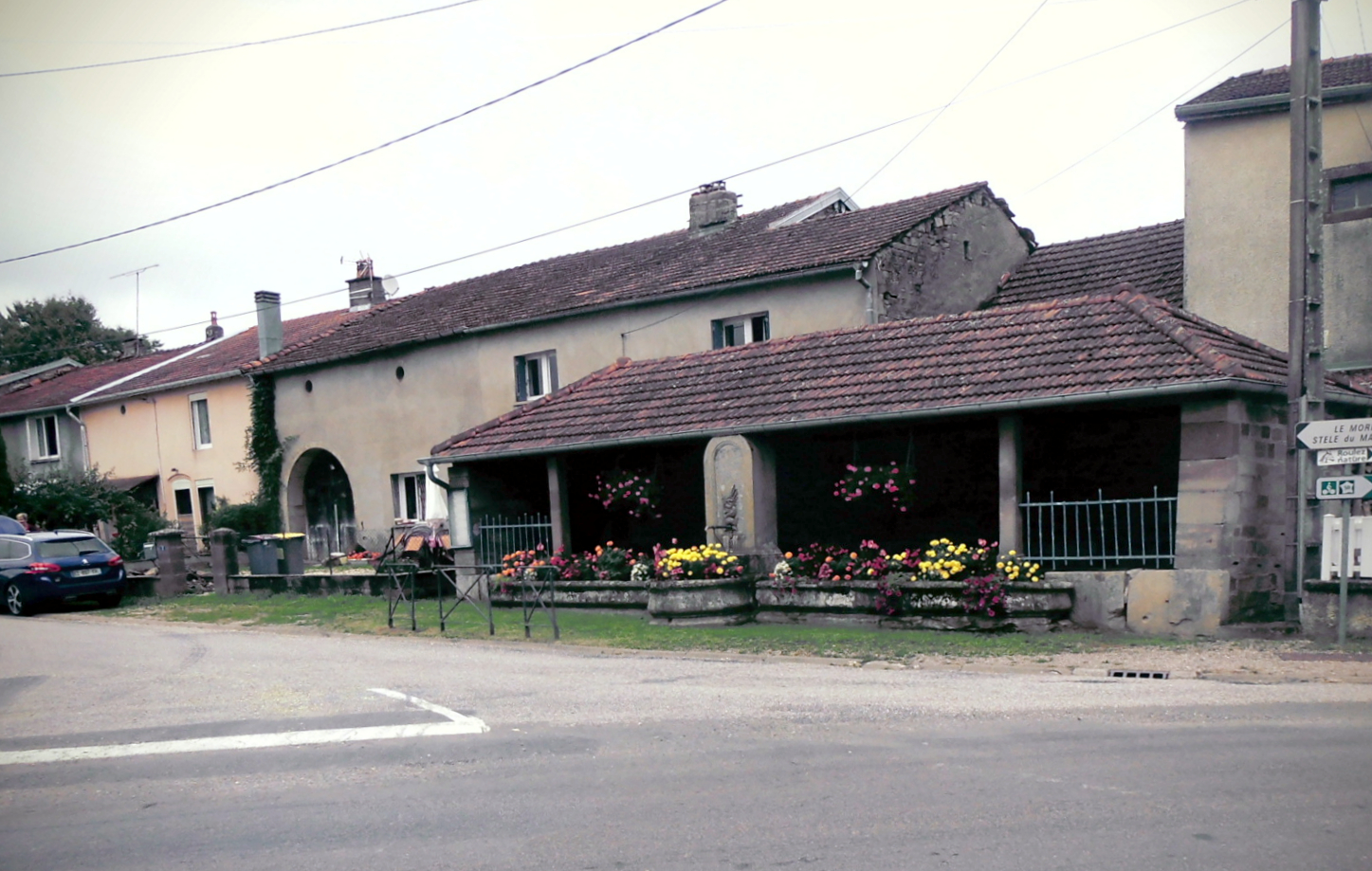
Lavoir 17. Grande rue.
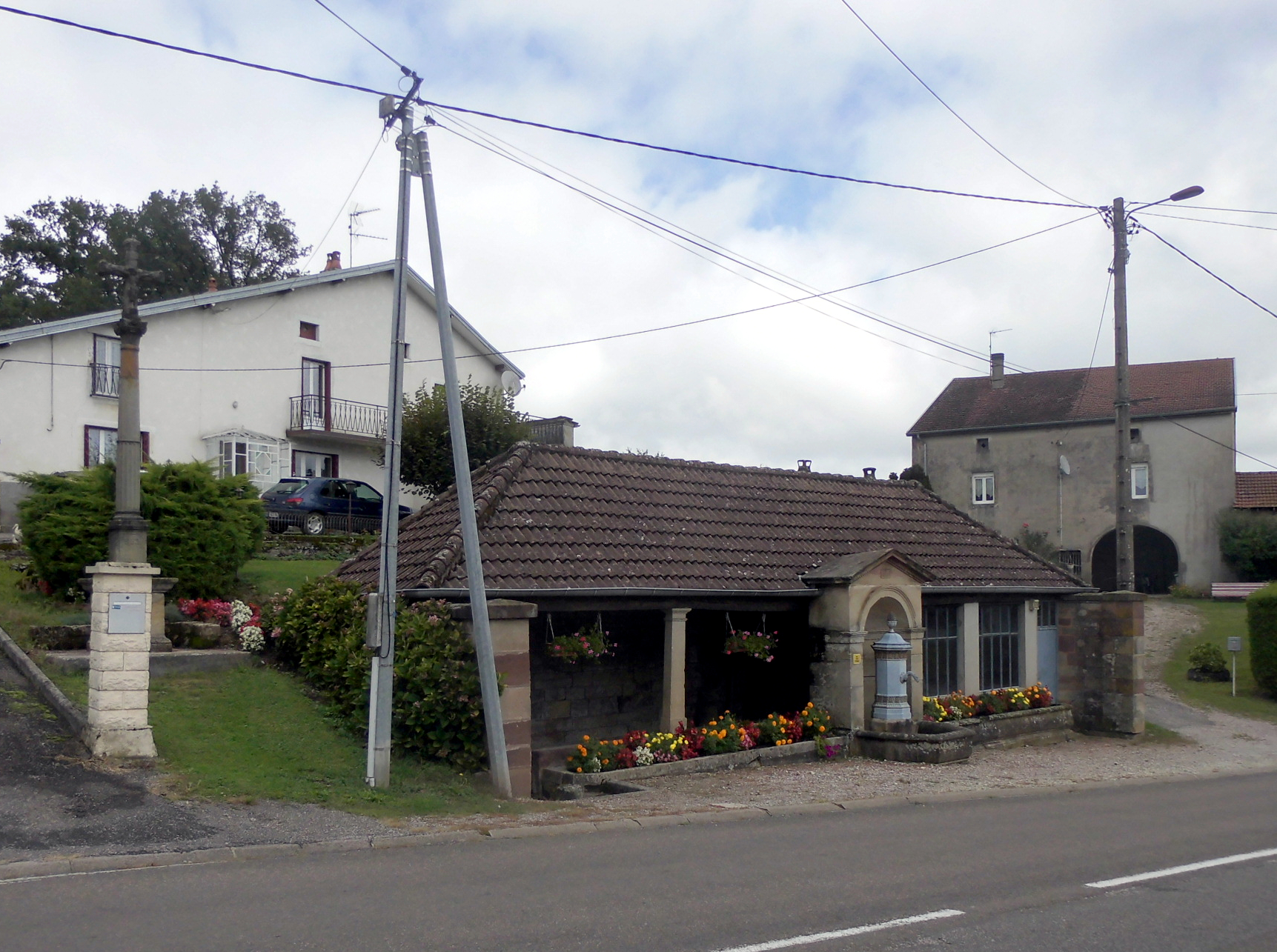
Lavoir 33. Grande rue.

- Mausolée de la Libération inauguré en 1955 et construit à l'initiative d'un curé de la paroisse et dédié aux victimes de la Seconde Guerre mondiale. Ce mausolée a été érigé dans une région où se forma le maquis de Morillon, un des premiers maquis de Haute-Saône. Il comprend un mémorial et une chapelle vouée à Notre-Dame-de-la-Garde.
- Église Saint-Barthélemy
- Château de Freland

### Héraldique
|  | Les armes de la ville se blasonnent ainsi : d’azur à la bande de gueules bordée d’or, chargée d’une cornière du même, accompagnée de deux fermaux en losange contournés d’argent. |